# Kościół Świętych Piotra i Pawła w Hněvošicach
Kościół Świętych Piotra i Pawła w Hněvošicach (czes. Kostel svatého Petra a Pavla) – zabytkowy, drewniany kościół w Hněvošicach. Jest to jedyny drewniany kościół w rejonie Hulczyna. 
Kościół Świętych Piotra i Pawła w Hněvošicach wpisany został na listę zabytków 3 maja 1958 pod numerem 23053/8-1376.

## Historia
Pierwszy kościół w Hněvošicach powstał prawdopodobnie w XIV wieku. W 1729 został on zniszczony przez pożar. Obecna świątynia wybudowana została w 1730 z fundacji Johana Rudolfa Žarovskiego z Žarova. W latach 1842–1857 w kościele prowadzono prace remontowe. Wówczas wykonano kamienną podmurówkę, odnowiono wnętrze, na nowo wykonano sygnaturkę i gontowe pokrycie dachu. Również wtedy wybudowano nowe ogrodzenie cmentarza wokół kościoła. 
W 2005 rozpoczęto w kościele kompleksowe prace remontowo-konserwatorskie. Jednym z etapów był remont dachu, który zakończył się w 2009. W 2019 pracom konserwatorskim poddano obrazy z ołtarzy bocznych.

## Architektura i wyposażenie
Kościół jest jednonawowy, o konstrukcji zrębowej. Do nawy przylega trójbocznie zamknięte prezbiterium. Do prezbiterium od strony południowej dobudowana jest zakrystia. Od strony zachodniej do nawy przylega niska dzwonnica, w której znajduje się późnogotycki dzwon ważący 80 kg, uważany za najstarszy zachowany dzwon w regionie Opawy. 
Ołtarze i ambona pochodzą z lat 30. XVIII wieku. W ołtarzu głównym umieszczony jest obraz przedstawiający Świętą Trójcę. W zwieńczeniu ołtarza znajduje się obraz Madonna z Dzieciątkiem oraz herby Jana Rudolfa Šarovca i jego żony Charlotty Rose z Frankenbergu. W ołtarzach bocznych są obrazy  św. Jan Nepomucen (w zwieńczeniu obraz św. Anna z Panną Maryją) oraz Pokłon Trzech Króli (w zwieńczeniu obraz Bóg Ojciec). Ambona ozdobiona jest rzeźbami przedstawiającymi Czterech Ewangelistów.    